# Валя-Поєній (Римец, Алба)
Валя-Поєній (рум. Valea Poienii) — село у повіті Алба в Румунії. Входить до складу комуни Римец.
Село розташоване на відстані 294 км на північний захід від Бухареста, 31 км на північ від Алба-Юлії, 48 км на південь від Клуж-Напоки.

## Населення
За даними перепису населення 2002 року у селі проживали 54 особи, усі — румуни. Усі жителі села рідною мовою назвали румунську.